# الجامعة الأمريكية في الكويت
الجامعة الأمريكية في الكويت أنشات في سنة 2004 م بعد صدور قانون الجامعات الخاصة بدهبر في دولة الكويت. وهي جامعة معتمدة ومرخصة من مجلس الجامعات الخاصة.
تقع الجامعة الأمريكية في الكويت في منطقة السالمية على تقاطع شارع سالم المبارك مع شارع عمرو بن العاص، مقابل مسجد الشيخة بدرية الصباح.
ان لدى الجامعة الأمريكية في الكويت العديد من الشراكات التعليمية والاتفاقيات مع الجامعات والمؤسسات لأسباب عده. ولعل أهمها تلك التي تربطها مع كلية دارتموث في هانوفر، نيو هامبشاير (الولايات المتحدة). والتي تحتل المرتبة 11 بين جميع جامعات الولايات المتحدة الأمريكية والمرتبة 85 بين جميع الجامعات حول العالم حسب تصنيف توب يونيفيرسيتيز. وتحوي الجامعة الأمريكية في الكويت ثلاث كليات علمية لتحيط بجميع جوانب احتياجات المجتمع الكويتي من شباب المستقبل وهي كلية العلوم الإدارية والاقتصاد، كلية الهندسة والعلوم التطبيقية، كلية الآداب والعلوم الاجتماعية.

## كلية الهندسة والعلوم التطبيقية[3]
يحصل الدارس بتخصصاتها على شهادة البكالوريوس في إحدي التخصصات التالية:
- درجة البكالوريوس هندسة الحاسوب
- درجة البكالوريوس في الهندسة الكهربائية
- درجة البكالوريوس في هندسة النظم
- درجة البكالوريوس في علوم الحاسب
- درجة البكالوريوس في نظم المعلومات

## كلية الآداب والعلوم الاجتماعية[4]
يحصل الدارس بتخصصاتها على شهادة البكالوريوس في التخصصات التالية:
- بكالوريوس الآداب (BA) في التصميم (تركيز في التصميم الجرافيكي)

- بكالوريوس الآداب (BA) في الاتصال والإعلام
- بكالوريوس الآداب (BA) في اللغة الإنجليزية
- بكالوريوس الآداب (BA) في العلاقات الدولية
- بكالوريوس الآداب (BA) في العلوم الاجتماعية والسلوكية (تركيز في علم الإنسان)

## كلية إدارة الأعمال والاقتصاد[5]
- بكالوريوس إدارة أعمال في المحاسبة
- بكالوريوس إدارة أعمال في التسويق
- بكالوريوس إدارة أعمال في التمويل
- بكالوريوس إدارة أعمال في الإدارة
- بكالوريوس إدارة أعمال في الاقتصاد
- بكالوريوس إدارة أعمال في إدارة الموارد البشرية

### الاعتماد الدولي للكلية
في أبريل 2019، منحت AACSB الدولية الاعتماد لكلية إدارة الأعمال والاقتصاد واعترفت بجميع برامج الدرجات العلمية التي تقدمها الكلية. وقد تأسست AACSB في عام 1916، وتعتبر الإعتماد الأكثر شهرة على المستوى الدولي الممنوح لكليات إدارة الأعمال. وقد حصل ما يقرب من 5% من كليات إدارة الأعمال التي تمنح درجات البكالوريوس وما فوق على هذا الاعتماد.